# Most Kazimierza Wielkiego w Bydgoszczy
Most Kazimierza Wielkiego – most drogowy, zespolony stalowo-żelbetowy na rzece Brdzie w Bydgoszczy.

## Lokalizacja
Most Kazimierza Wielkiego spina oba brzegi Brdy we wschodniej części Bydgoszczy łącząc osiedla Bartodzieje i Kapuściska. Przechodząca tędy Aleja Kazimierza Wielkiego łączy ulice: Fordońską w lewobrzeżnej Bydgoszczy i Toruńską w prawobrzeżnej.

## Historia
Most o konstrukcji stalowej oddano do użytku 30 października 2000 r. Budowa tej przeprawy mostowej była już planowana w latach 40. XX wieku, gdy Bydgoszcz była trzykrotnie mniejsza liczebnie. Projekt trasy Nowołęczyckiej łączącej ulice: Fordońską i Toruńską opracowano w 1997 roku. Przewidywał on budowę trzech mostów: dwóch drogowych (wschodni, zachodni) oraz pomiędzy nimi – mostu tramwajowego. Ze względu na ograniczenia finansowe podjęto decyzję o budowie tylko jednego mostu – drogowego zachodniego. Podpory wykonano w 1999 r., a w roku następnym trwał montaż konstrukcji stalowej mostu. Generalnym wykonawcą był Mostostal Kraków S.A. 30 października 2000 r. obiekt oddano do użytku.
Koszt inwestycji, która oprócz mostu obejmowała budowę trasy drogowej tzw. Nowołęczyckiej wyniósł 39 mln zł.
Most mieści jedną jezdnię z dwoma pasami dla pojazdów oraz chodnik dla pieszych i rowerzystów. Trwa (2022) budowa drugiej i trzeciej nitki mostu, która ma mieścić jezdnię drogową (253 m długości) oraz torowisko tramwajowe (255 m długości). Każda z nich będzie miała sześć podpór, po trzy na każdym brzegu rzeki. Koszt tej inwestycji według pierwotnych szacunków miał wynieść 80 mln zł, a dotacja z UE – 49 mln zł.
21 sierpnia 2020 ogłoszono przetarg na budowę mostu tramwajowego oraz drugiego (wschodniego) mostu drogowego, oba o długości 240 m, z dofinansowaniem ze środków UE w wysokości 48 mln zł. Najtańsza złożona oferta (Trakcja) opiewała na 153 mln zł, to jest o 20 mln zł więcej niż zaplanowany budżet. Umowę na realizację inwestycji podpisano 5 lipca 2021, z terminem realizacji do września 2023. Teren budowy przekazano wykonawcy 5 lipca 2021. Po niespełna roku prac, w maju 2022 rozpoczęto nasuwanie konstrukcji mostu tramwajowego.

## Dane techniczne
Most zbudowano w konstrukcji stalowej. Jego długość wynosi 245,8 m, a szerokość 12,7 m. Składa się z pięciu przęseł o rozpiętościach: 38, 48 i 72 m. Konstrukcję nośną stanowią trzy stalowe dźwigary skrzynkowe o pomoście z płyty ortotropowej. Podpory stanowią żelbetowe przyczółki oraz filary pośrednie w postaci żelbetowych ramownic posadowionych na palach wierconych. Przestrzeń żeglugowa pod obiektem wynosi 5,7 × 20 m. Nośność mostu wynosi 50 ton. Obiektem dysponuje Zarząd Dróg Miejskich i Komunikacji Publicznej w Bydgoszczy.

## Obciążenie ruchem
Most Kazimierza Wielkiego należy do obiektów dość znacznie obciążonych ruchem drogowym w Bydgoszczy. Pomiar ruchu w 2006 r. wykazał, że w szczycie komunikacyjnym przejeżdża przezeń ok. 1960 pojazdów na godzinę. Na moście często tworzą się zatory pojazdów, co jest związane z ograniczoną przepustowością skrzyżowań alei Kazimierza Wielkiego z ulicami: Fordońską i Toruńską.

## Nazwa
29 maja 2001 r. Rada Miasta Bydgoszczy nadała mostowi i ulicy wiodącej przez przeprawę imię króla Kazimierza Wielkiego, który jest dawcą praw miejskich dla Bydgoszczy (1346).